# Stanley Motor Carriage Company
Pour les articles homonymes, voir Stanley.

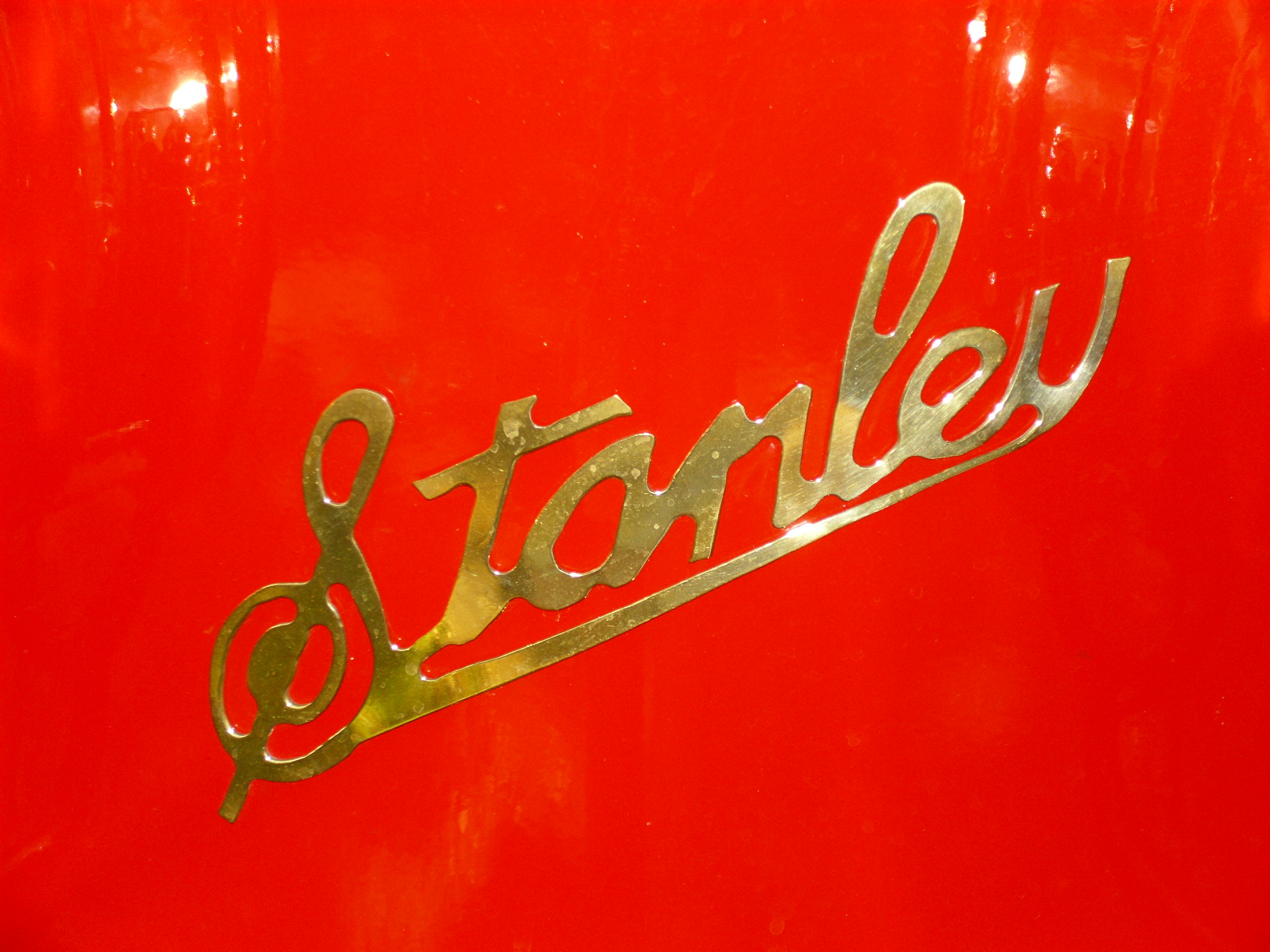
Stanley Motor Carriage Company

Stanley Motor Carriage Company est un constructeur automobile américain créé en 1902 par Francis E. Stanley (1849–1918) et Freelan O. Stanley (1849–1940) issus de Locomobile Company of America, et disparu en 1924.
Freelan réalise déjà trois ans auparavant la première ascension en voiture de la Course de côte du Mont Washington, en 1899, sur Stanley Locomobile (véhicule à vapeur de 6 ch).
Ce constructeur détient le record de vitesse terrestre durant plus de trois ans à partir de 1906, grâce à Fred H. Marriott (dernière voiture à vapeur concernée).

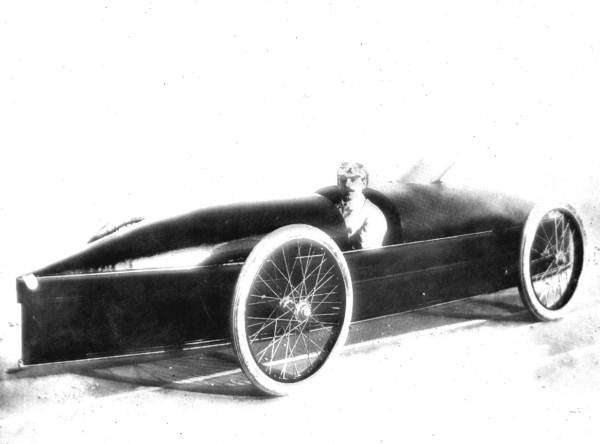
Le Rocket Stanley Steamer de Marriott.
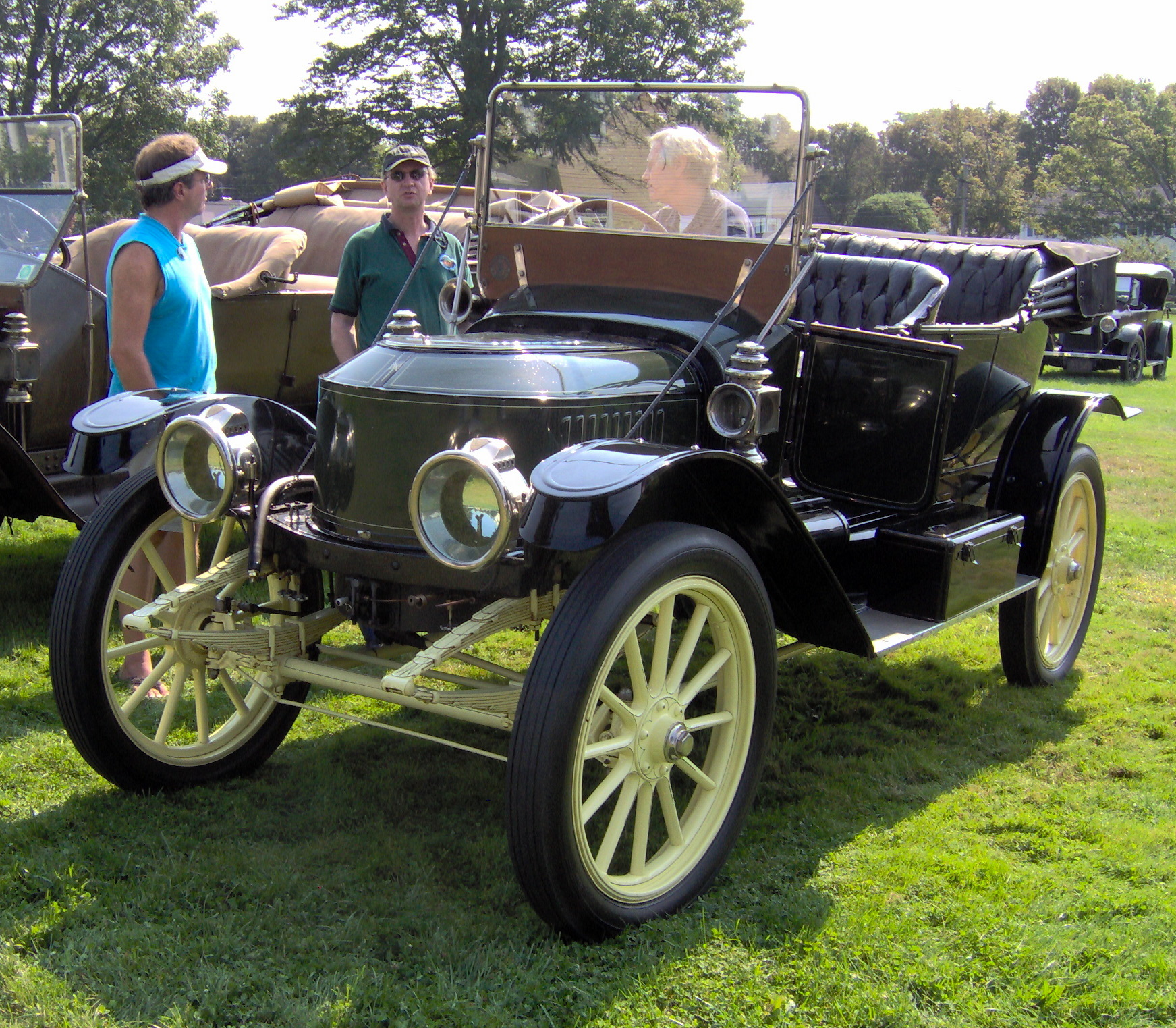
Stanley de 1912.
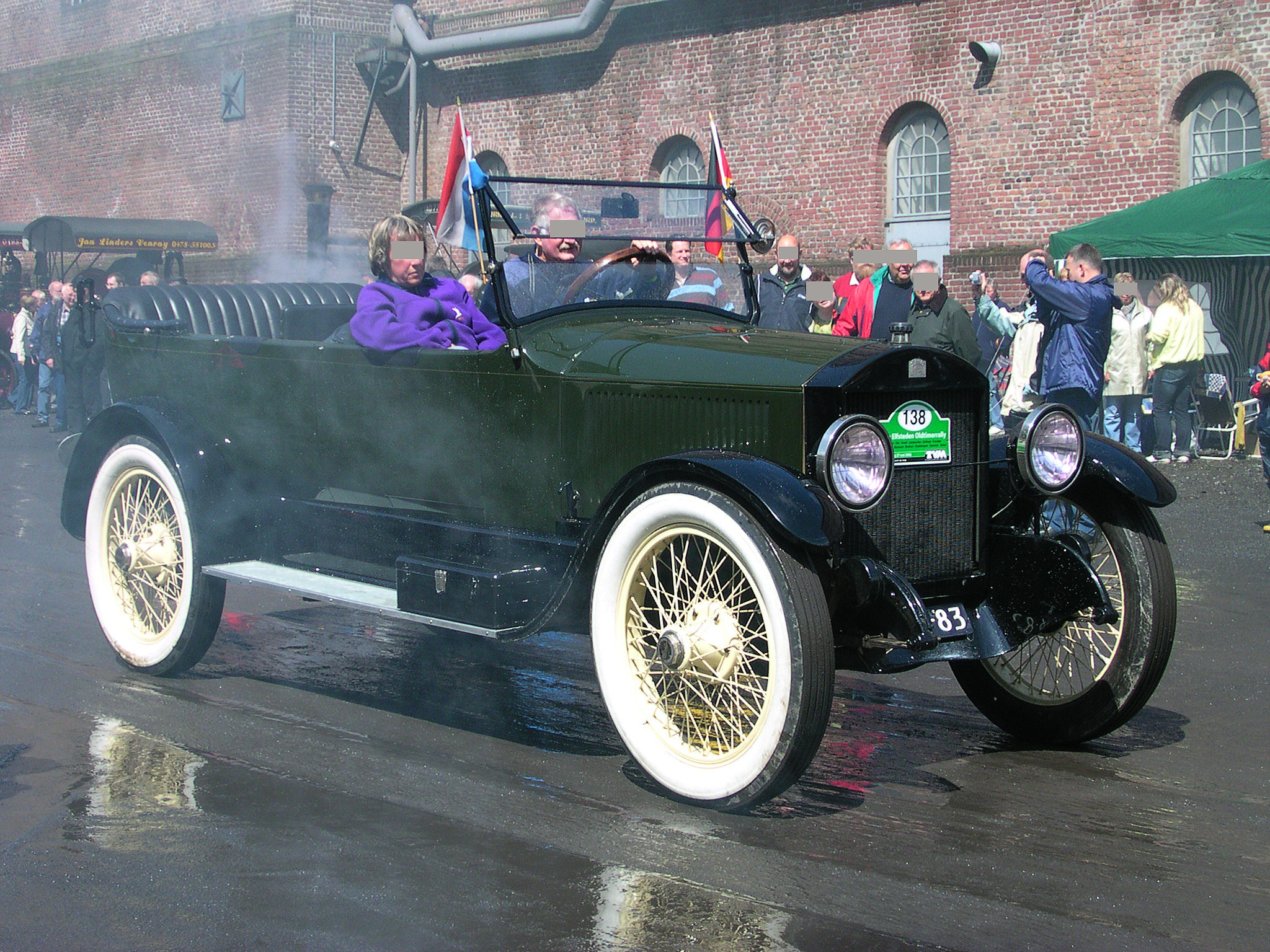
Stanley 735B de 1921.